# Råhud

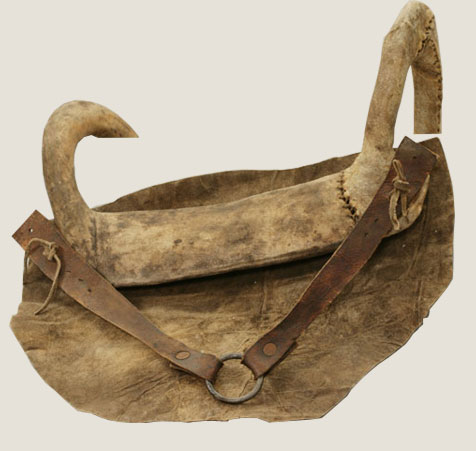
Denna sadel, som bland annat användes för att frakta förråd, består av råhud som sytts samman ovanpå en träram.

Råhud är skinn som inte är garvat. Ordet kan användas i alla stadier av hudberedning före garvningen. Råhuden har egenskaperna att den hårdnar och blir tunnare när den torkar och mjuknar och sväller när den fuktas. Råhud var tidigare ett viktigt material för tillverkning av packningar och tätningar, men har idag i de flesta fall ersatts av syntetmaterial. Enda användningsområdet för råhud man ser till vardags är i tuggleksaker för hundar. Vissa trumskinn är också gjorda av råhud.